# 玛丽-若泽·佩雷克
玛丽-若泽·佩雷克（法語：Marie-José Pérec，1968年5月9日—），法国女子田径运动员，主攻短跑。
她曾代表法国参加1988年、1992年和1996年夏季奥林匹克运动会田径比赛，获得三枚金牌。